# Петти, Ричард (психолог)
Ричард И. Петти (англ. Richard E. Petty) — американский психолог, один из ведущих современных специалистов в области психологии установок и убеждения. Профессор Университета штата Огайо. Член НАН США (2025). Лауреат BBVA Foundation Frontiers of Knowledge Award (2024).

## Биография
Получил степень бакалавра политических наук и психологии в Виргинском университете в 1973 году. В 1977 году получает докторскую степень по психологии в Университете штата Огайо. В том же году начинает свою академическую карьеру помощником профессора в Университете Миссури. В 1985 году в Университете Миссури получает звание профессора Фредерика Миддлбуша. В 1987 году после академического отпуска в Йельском университете возвращается в университет штата Огайо в качестве профессора психологии и директора докторской программы по социальной психологии. В 1995 году был приглашённым профессором в Принстонском университете. В 1998 году назван заслуженным профессором Университета штата Огайо. Заведующий кафедрой психологии Университета штата Огайо в 1998—2002 и с 2008 года.

## Области исследований
Петти изучает ситуационные и диспозиционные факторы, определяющие изменения в установках, убеждениях и поведении индивидов. Существенная часть его работ связана с уже ставшей классической Моделью вероятности тщательной проработки информации, разработанной Петти совместно с Джоном Качиоппо в 1980-х. Модель направлена на предсказания предубеждений, принятий решений потребителями, политическим и правовым решениям, поведению, связанному со здоровьем. В данное время исследования Петти преимущественно адресованы роли мета-когнитивных факторов, а также имплицитных факторов, влияющих как на формирование убеждений, так и на противостояние им. Связанными областями исследований являются расовое и этническое предубеждение, стереотипы, эффекты эмоций на социальные суждения и поведение. Изучается то, как люди корректируют свои оценки различных факторов, искажающих, с их точки зрения, их социальные суждения.

## Признание
В 1999 году признан заслуженным ученым-лектором Американской психологической ассоциации; в 2000 году получает премию за существенный научный вклад в психологию потребления от Общества психологии потребления; в 2001 году получает Премию Доналда Кэмпбелла в значительный вклад в социальную психологию от Общества психологии личности и социальной психологии; в 2009 году получает премию за научное влияние от Общества экспериментальной социальной психологии за разработку Модели вероятности тщательной проработки. Президент Средне-Западной психологической ассоциации в 2002 году и Общества психологии личности и социальной психологии в 2009 году.

## Публикации
- Fazio, R. H., & Petty, R. E. (Eds.) (2007). Attitudes: Their structure, function, and consequences. New York, NY: Psychology Press.
- Petty, R. E., & Cacioppo, J. T. (1986). Communication and persuasion: Central and peripheral routes to attitude change. New York: Springer-Verlag.
- Petty, R. E., Fazio, R. H., & Briñol, P (Eds.) (2009). Attitudes: Insights from the new implicit measures. New York, NY: Psychology Press.